# Koga
Koga (鋼牙, Koga, in limba romana Colt de otel)  este un personaj ficțional din seria anime și manga InuYasha, creată de Rumiko Takahashi și este unul din protagoniștii seriilor InuYasha.